# Ferrari 458 Italia
Ferrari 458 je italijanski športni avtomobil proizvajalca Ferrari. 458 je naslendnjik modela F430 in je bil uradno predstavljen na Frankfurtskem avtosalonu leta 2009. Nasledil ga je model 488 GTB, ki je bil predstavljen leta 2015 na Ženevskem avtosalonu.

## Specifikacije
Ferrarijeve prve uradne objave opisujejo 458 kot naslednika modela F430, vendar ima 458 povsem novo zasnovo, ki vključuje tehnologije, razvite iz izkušenj podjetja v Formuli 1.

### Motor
458 poganja 4.499cc (4,5l) Ferrarijev F136 F V8 motor, ki proizvaja 419 kW (562 KM) pri 9000 vrtlajev na minuto in 540 Nm navora pri 6000 vrjtljajev na minuto. 458 ima neposredni vbrizg goriva, kar je prvič, da je Ferrari tak sistem uporabil na avtomobilih s sredinsko nameščenim motorjem.

### Menjalnik
Edini menjalnik na voljo je bil 7-stopenjski avtomatski menjalnik z dvojno sklopko proizvajalca Getrag, ki je z drugačnimi nastavitvami nameščen v Mercedes-Benzu SLS AMG. 458 je četrti Ferrarijev avtomobil, ki ga ni bilo možno naročiti z ročnim menjalnikom.
| Prestava | 1    | 2    | 3    | 4    | 5    | 6    | 7    | Končni pogon |
| -------- | ---- | ---- | ---- | ---- | ---- | ---- | ---- | ------------ |
| Razmerje | 3.08 | 2.18 | 1.63 | 1.29 | 1.03 | 0.84 | 0.69 | 5.14         |

### Vodljivost
Sistema E-dif in F1-Trac nadzirata oprijem, kar izboljša in zavijanje avtomobila, ter zvišujeta vzdolžni pospešek za 32%, v primerjavi s svojimi predhodniki. Zavore vključujejo funkcijo "polnjenja vnaprej", pri čemer so bati v čeljusti premaknjeni proti blazinicam, kjer  prihajajo v stik z diski. Zavore se nahajajo v kombinaciji z ABS zavornim sistemom, ki omogoča, da se pri zaviranju kolesa obračajo, omogoča pa tudi zavijanje in zaviranje hkrati. Poleg ABS sistema ime model 458 tudi keramične zavore, ki avtu skrajšajo zavorno pot. 458 ima pri 100km/h zaviralno pot dolgo 27m.

### Zmogljivost
Po Ferrarijevih uradnih podatkih 458 0-100 km/h pospeši v 3,4 sekunde, najvišja hitrost pa je 340 km/h. Poraba goriva pri kombinirani vožnji znaša 13,3 l/100 km, pri tem pa proizvaja 307 g/km ogljikovega dioksida.

## Oblikovanje
Kot tudi večina ferrarijevih avtomobilov, je tudi 458 oblikovalo podjetje Pininfarina pod vodstvom Donata Coca, notranjost pa Bertrand Rapatel, vodja Ferrarijevega oddelka za oblikovanje notranjosti.
Zunanjost avtomobila je bila zasnovana za aerodinamično učinkovitost. Zaradi oblike lahko 458 pri 200 km/h ustvari 140g podtlaka. Za to so med drugim zaslužna prilagodljiva karbonska krilca na prednjem odbijaču, ki se pri visokih hitrostih prilagodijo zračnemu toku, ter tako zmanjšajo zračni upor. Pri oblikovanju notranjosti je sodeloval tudi voznik Formule 1 Michael Schumacher, zaradi česar ima 458 kar nekaj skupnih točk z dirkalniki Formule 1. Primer je dostop do funkcij, kot so utripalke in upravljanje žarometov, prek volana, kar ni značilno za druge športne avtomobile.
Po poročanju britanske avtomobilistične revije Autocar, je 458 inspiracijo črpal iz modela Enzo. Bil je zasnoval kot Ferrarijev najbolj športni avtomobil z osemvaljnim motorjem, da bi bila razlika med 458 in vstopnim modelom California večja.

## Različice

### 458 Spider (2011–2015)
458 Spider je bil predstavljen leta 2011 na Frankfurtskem avtosalonu. Ima zložljivo aluminijasto streho, ki po podatkih Ferrarija tehta 25 kilogramov, kar je manj kot platnena zložjiva streha modela F430 Spider. Streha za dvig potrebuje 14 sekund. Ima tudi preoblikovan pokrov motorja, ki je prilagojen sistemu za zlaganje strehe. Pospešek 0-100 km/h je enak kot pri coupé različici, najvišja hitrost pa je za 20 km/h nižja, torej 320 km/h. Razlog za nižjo hitrost je dodana teža, ki jo doda zložljiva streha.

### 458 Speciale (2013–201)
458 Speciale je bil predstavljen leta 2013 na Frankfurtskem avtosalonu, kot zmogljivejša različica 458 Italie. 458 Speciale se od 458 Italie razlikuje v platiščih, višjem zadnjim spojlerjem in drugačnima odbijačema. Ima nadgrajen motor, ki proizvaja 445 kW (597 KM) pri 9000 vrtlajev na minuto in 540 Nm navora pri 6000 vrjtljajev na minuto. Nadgrajeni so bili tudi elektronski sistemi, predstavljen pa je bil sistem SSC za nadzor bočnega zdrsa avtomobila. Sistem SSC opravlja analizo bočnega zdrsa avtomobila, ga primerja s ciljno vrednostjo in nato optimizira tako upravljanje navora (z integracijo sistema za nadzor oprijema F1-Trac), kot porazdelitev navora med obema kolesoma (z integracijo  E -Diff elektronskega diferenciala). 0-100 km/h pospeši v 3,0 sekundah, 0-200 km/h pa v 9,1 sekunde. Ferrarijevo testno stezo je prevozil v 1:23,5 , kar je 0,5 sekunde počasneje kot model F12 berlinetta.

### 458 Speciale A (2014–2015)
458 Speciale A je kabriolet različica modela 458 Speciale in je bil predstavljen leta 2014 na Pariškem avtosalonu. 'A' v imenu predstavlja besedo 'Aperta', ki v italijanščini pomeni 'odprto'. Bilo je narejenih le 499 modelov. Ima enak motor kot 458 Speciale coupé, torej 4,5-literski V8, ki proizvaja 445 kW (597 KM) in 540 Nm navora, zaradi česar je bil do leta 2017 najhitrejši Ferrarijev kabriolet z atmosferskim motorjem. Nasledil ga je LaFerrari Aperta z atmosferskim V12 motorjem, ki proizvaja 589 kW (790 KM).

## Posebne različice

### 458 Italia China Edition (2012)
458 Italia China Edition je na 20 enot omejena različica za kitajski trg, narejena za 20. obletnico Ferrarija na Kitajskem, odkar je bil v Pekingu naročen prvi Ferrari, in sicer model 348 TS. Odlikujejo ga rdeča barva karoserije Marco Polo, zlata zmajeva grafika na sprednjem pokrovu motorja, zlate in črne črne okrasne črte, ki simbolizirajo dirkališče, zlato pobarvana kolesa, zlati aeroelastični krilci, zlati vez na naslonih za glavo avtomobila, gumb za zagon motorja z napisom poenostavljene kitajske znake za 'zagon' in ploščico "Posebna izdaja 20. obletnice" na armaturni plošči.
Bil je predstavljen v italijanskem centru Shanghai World Expo Park.

## 'One-off' različice

### SP12 EC (2012)
SP12 EC športni avtomobil, ki ga je Ferrari izdelal za angleškega glasbenika Erica Claptona v okviru Ferrarijevega programa posebnih projektov, in temelji na 458 Italia. Predstavljen je bil maja 2012 in prikazan na festivalu hitrosti Goodwood leta 2013. Karoserija SP12 EC je narejena po navdihu Ferrarija 512 BB, oblikoval pa jo je Centro Stile Ferrari v sodelovanju s Pininfarino. Uporablja mehaniko 458 Italia, vključno z 4,5-litrskim motorjem V8 in sedemstopenjskim menjalnikom z dvojno sklopko, čeprav se številne tehnične podrobnosti avtomobila štejejo za zaupne. Cena avtomobila je znašala 3.000.000 funtov.

### Pininfarina Sergio (2013)
Pininfarina Sergio je konceptni avtomobil, poimenovan po dolgoletnem predsedniku Sergiu Pininfarina, je sodobna interpretacija dvosedežne barčete, zgrajene na mehaniki 458 Spider. Tako kot barchetta, koncept Sergio nima vetrobranskega stekla; za voznika in sopotnika sta na voljo dve čeladi.
Avtomobil je bil predstavljen marca 2013 na Ženevskem Avtosalonu. Po mnenju Pininfarine je bil Sergio razvit kot serijski avtomobil, zato bi ga lahko proizvajali v omejenem številu.
Ferrari je leta 2015 v sodelovanju s Pininfarino izdelal šest enot Ferrarija Sergio in jih prodal izbranim kupcem. Serijska različica vključuje targa top karoserijo zaradi zapletenosti in visokih proizvodnih stroškov, ki nastanejo pri izdelavi originalne zasnove avtomobila. Ima enak motor kot 458 Speciale, vsaka enota pa naj bi stala 3.000.000 ameriških dolarjev.
Rumeni in mat črni avtomobil, prikazan na Ženevskem avtosalonu leta 2015, je bil prvemu lastniku dostavljen v Švico. Njegov VIN je ZFF75VHB000205529 in je bil na prodaj na dražbi RM Sotheby's Monaco maja 2018. Avto je imel prevoženih 200 km in bil ocenjen na vrednost med 2.500.000 in 3.000.000 evrov. Avto je bil prodan za neznano vsoto.
Srebrni (Argento Nurburgring) in mat črni avtomobil je bil na prodaj na dražbi Pebble Beach za leto 2019 Gooding and Co s prevoženimi 78 miljami in ceno med 2.500.000 in 3.000.000 ameriških dolarjev. VIN avtomobila je ZFF75VFA5E0205934.

### 458 MM Speciale (2016)
458 MM Speciale je športni avtomobil, ki temelji na 458 Speciale. Izdelan je bil le en primerek za stranko iz Velike Britanije. Zasnova posnema model 288 GTO in vključuje ročno izdelane komponente iz ogljikovih vlaken.

## Dirkalne različice

### 458 Challenge
458 Challenge je dirkalnik, zasnovan za sodelovanje v tekmovanju Ferrari Challenge. Predstavljen je bil na letnem srečanju prodajalcev Ferrarija 14. julija 2010 za sezono Ferrari Challenge 2011. 458 Challenge Evo je bil predstavljen za sezono 2014, zamenjal pa ga je 488 Challenge za sezono 2017. Zato sta bili obe različici 458 Challenge tri sezone uporabljeni kot glavni Challenge avtomobil, 458 Challenge za obdobje 2011–2013 in 458 Challenge Evo za obdobje 2014–2016.
Po Ferrarijevih podatkih lahko standardni 458 Challenge krog na dirkališču Fiorano pervozi v 1:16,5, kar je 2 sekundi hitreje kot njen predhodnik F430 Challenge in le 0,2 sekunde počasneje kot FXX. Z nadgradnjo Evo lahko 458 Challenge krog prevozi hitreje kot FXX.
Standardnemu 458 so konstruktorji zmanjšali težo z uporabo tanjših karbonskih plošč in polikarbonatnih šip. Od navadne 458 se razlikuje tudi po dirkaški kabini, 6-točkovnem varnostnem pasu, snemljivem volanu, vgrajenem sistemu za gašenje požara, dirkaškim točenjem goriva, dirkaško prilagojenih kolesih in pa dirkaškem izpušnem sistemu. Namen nadgradnje Evo je bil predvsem izboljšati aerodinamiko 458 Challenge. Najbolj opazna sprememba je velik zadnji spojler, ki vozniku omogoča boljšo vodljivost avtomobila pri visokih hitrostih. Nadgradnjo je Ferrari prodajal v obliki opreme za 458 Challenge, tako da so dirkaške ekipe lahko omenjene dirkalnike nadgradile v 458 Challenge Evo.
Vsega skupaj je bilo proizvedenih 150 dirkalnikov 458 Challenge, od tega je bilo 30% nadgrajenih v 458 Challenge Evo. Med vsako sezono je bilo zaradi nesreč uničenih med 5 in 10 teh dirkalnikov, kar pomeni da je ostalo nekaj manj kot 100 dirkalnikov 458 Challenge.

### 458 Italia GT2
Leta 2011 je Ferrari predstavil svoj novi dirkalnik razreda GTE, 458 Italia GT2. Zaradi prilagodljivega prednjega spojlerja ima boljši dotok zraka, ki odteka skozi reže na pokrovu motorja. Zaradi regulacij je moč 4,5 litrskega V8 motorja omejena na 350kW (460KM), kar je manj kot standardna različica 458 Italia. Kljub temu ima motor približno enako navora kot standardna različica, z razliko, da različica GT2 dosega optimalen navor pri nižjih vrtljajih. Doseže lahko do 6.250 vrtljajev na minuto. Zaradi pravil Mednarodne avtomobilistične zveze so pri Ferrariju avtomatski menjalnik zamenjali z ročnim, kljub temu pa je prestavljanje mogoče z obvolanskimi ročicami.
458 GT2 je bil na dirkah zelo uspešen. Med drugim je leta 2012 in 2014 zmagal na 24 ur Le Mansa, leta 2012 na 12 ur Sebringa, ter leta 2011 in 2012 na Petit Le Mans, uspešen pa je bil tudi na inženirskih tekmovanjih.
Pred sezono 2016 ga je nadomestil Ferrari 488 GTE.

### 458 Italia GT3
Tudi 458 Italia GT3 je bil predstavljen leta 2011. Avto je nekoliko lažji, ter s 410 kW (550KM) in omejitvijo 9.000 vrtljajev na minuto močnejši od GT2 različice. Motor je podobnejši standardni 458 kot GT2 različici. Zaradi različnih regulacij se razlikuje tudi v aerodinamiki.